# City of Exeter
Die City of Exeter war ein 1953 in Dienst gestelltes Passagierschiff der britischen Ellerman Lines. Das 1971 zur Fähre umgebaute Schiff blieb bis 1992 in Fahrt und wurde 1998 in der Türkei abgewrackt.

## Geschichte
Die City of Exeter entstand unter der Baunummer 121 bei Vickers-Armstrongs in Newcastle upon Tyne und wurde am 7. Juli 1952 vom Stapel gelassen. Nach der Übernahme durch die Ellerman Lines am 29. April 1953 wurde das Schiff im Mai auf der Strecke von London nach Beira in Dienst gestellt. Es gehörte einer als Ellerman Quartet bezeichneten Klasse von vier Kombischiffen an.

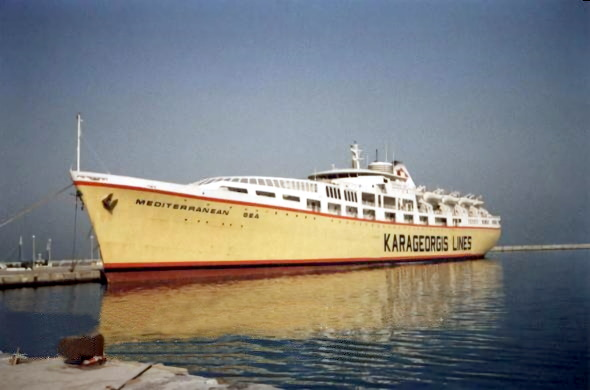
Als Fähre Mediterranean Sea in Patras

Nach achtzehn Jahren im Liniendienst ging die City of Exeter 1971 in den Besitz der griechischen Karageorgis Lines über, die sie in Mediterranean Sea umbenannte und in Perama zu einer Fähre umbauen ließ. Im Dezember 1972 nahm das Schiff schließlich den Fährdienst von Patras nach Brindisi und Ancona auf. Auch eines der Schwesterschiffe, die City of York, wurde auf diese Weise umgebaut und als Mediterranean Sky in Dienst gestellt.
Seit 1982 verkehrte die Mediterranean Sea nur noch auf der Direktlinie zwischen Patras und Ancona.
Die seit 1974 unter der Flagge Zyperns laufende Mediterranean Sea blieb bis zum September 1992 für Karageorgis in Fahrt und wurde anschließend als Wohnschiff in Luanda genutzt, ehe sie im August 1995 unter dem Namen Tutku an die in Köln ansässige Istanbul Sea Lines ging. Diese plante einen Einsatz des Schiffes zwischen Bari und Çeşme, der jedoch nicht verwirklicht wurde. Stattdessen war es fortan in Chalkida aufgelegt.
Die Tutku kam nicht wieder in Fahrt: Nach fast zwei Jahren Liegezeit wurde sie im Juni 1997 unter dem Namen Alice erneut verkauft, diesmal an einen Reeder in Panama. Nach einem weiteren Jahr Liegezeit traf die das Schiff am 9. Juli 1998 zum Abbruch im türkischen Aliağa ein.